# Sara Däbritz
Sara Ilonka Däbritz (født 15. februar 1995) er en kvindelig tysk fodboldspiller, der spiller på midtbaneb for Olympique Lyonnais Féminin i Division 1 Féminine samt for Tysklands kvindefodboldlandshold. Hun har tidligere optrådt for diverse ungdomslandshold for Tyskland.

## Karriere

### Klub
Hun begyndte sin ungdomskarriere i SpVgg SV Weiden, før hun i 2012 debuterede på SC Freiburgs førstehold. Hun skiftede derefter til storklubben Bayern München i 2015 og herfra i sommeren 2019 videre til den franske PSG.

### Landshold
Däbritz spillede på flere af de tyske ungdomslandshold, inden hun i 2013 debuterede for A-landsholdet i 2013 i en venskabskamp mod Japan. Hun var derpå med til at vinde EM 2013 i Sverige, hvor hun spillede to af kampene. Hun var også med ved VM 2015 i Canada, hvor hun scorede sit første A-landsholdsmål i en kamp mod Elfenbenskysten, hvor tyskerne vandt kampen 10-0.
Hun var ligeledes med til OL 2016 i Rio de Janeiro, hvor tyskerne akkurat gik videre fra indledende runde, idet blot ét mål gjorde, at de var bedre end Australien. Herefter vandt de 1-0 over Kina i kvartfinalen og 2-0 over Canada i semifinalen, inden de sikrede sig guldmedaljerne med en 2-1-sejr over Sverige i finalen.
Däbritz var desuden med til EM-slutrunden 2017 og VM-slutrunden 2019, og hun har pr. februar 2022 spillet 85 landskampe og scoret 17 mål.

## Meritter

### Klubhold
Bayern München
- Bundesliga: Vinder 2015–16

### Internationalt
Tyskland
- EM i fodbold for kvinder: Vinder 2013
- Sommer-OL: Guldmedalje, 2016
- Algarve Cup: Vinder 2014